# L’Après-midi d’un faune (Mallarmé)

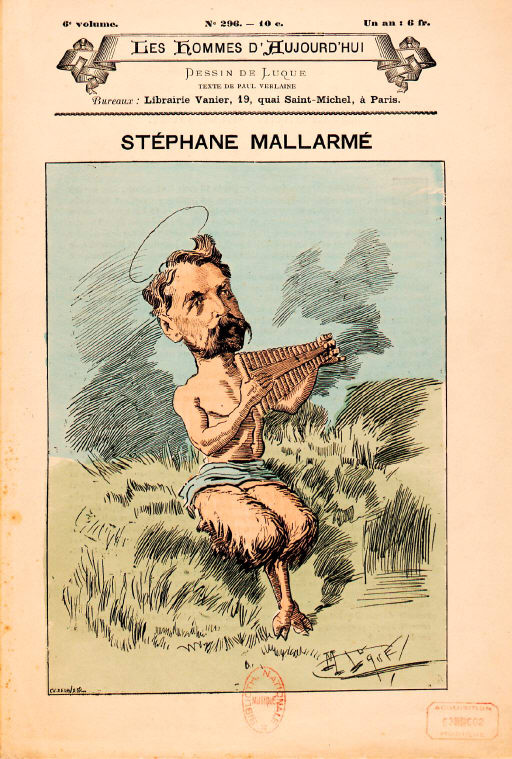
Stéphane Mallarmé als Faun mit Panflöte und Gloriole, Titelblatt der Revue Les hommes d’aujourd’hui, 1887

L’Après-midi d’un faune (Der Nachmittag eines Fauns) ist ein symbolistisches Gedicht Stéphane Mallarmés, das dieser zwischen 1865 und 1867 geschrieben und 1876 veröffentlicht hat. Es gilt als sein bekanntestes Werk und beschreibt das sinnliche Erleben eines Fauns, als dieser aus einem nachmittäglichen Schlaf erwacht und das Geschehen des Morgens in einem rauschhaften Monolog Revue passieren lässt. Mallarmé griff mit seinem Gedicht den antiken Mythos von Pan und Syrinx auf, der in Dichtung und Malerei immer wieder dargestellt worden ist.
Das Gedicht ist zum Ausgangspunkt für vielfältiges und bedeutendes künstlerisches Schaffen geworden. Allen voran hat es als Inspiration für Claude Debussys Musikstück Prélude à l’après-midi d’un faune von 1894 und zusammen mit diesem für Vaslav Nijinskys Ballett L’Après-midi d’un faune von 1912 gedient. Alle drei Werke nehmen eine zentrale Stellung in ihrer jeweiligen Kunstgattung und in der Entwicklung der künstlerischen Moderne ein.

## Werk
L’Après-midi d’un faune zählt 110 Zeilen in Alexandrinern, dem damals in der französischen Literatur vorherrschenden Versmaß. Der Alexandriner fand als grand vers (großer Vers) für Dramen und Epen Anwendung, aber auch in der Lyrik, wo antike Stoffe aufgegriffen wurden und die mythologischen Gestalten der Faune und Satyren oder des Gottes Pan als Symbole der Jugend und jugendlicher Begierden und Sehnsüchte erschienen.
Protagonist des Gedichts ist ein Faun, der aus einem Nachmittagsschlaf erwacht und monologisch erzählt, was er am Morgen erlebt oder vielleicht doch nur geträumt hat. Er erinnert sich, dass er zwei Nymphen entdeckte, als er eine Panflöte anfertigte, und sie dann verfolgte. Zwar flüchteten sie, doch zwei andere packte er und verschleppte sie zu einer sonnenbeschienenen Lichtung. Er ist sich nicht sicher, was dort geschah, aber auch diese entkamen. Der Faun schwankt zwischen Reue über seine Tat und Rechtfertigung seines Verlangens. Am Abend bricht das Schuldgefühl nochmals mächtig durch, verbunden mit der Angst, sich möglicherweise an der Göttin Venus vergangen zu haben und dafür schwer bestraft zu werden. Endlich überkommt den mittlerweile von Wein schweren Faun erneut der Schlaf. Er ruft den Nymphen Lebewohl und kehrt in den Traum des Morgens zurück.
Mallarmé zielte nicht auf die narrative Wiedergabe einer Handlung ab, für die ein arkadischer Sommertag den Hintergrund bildet. Er interessierte sich für die poetische Erfassung erotischen Verlangens und sexueller Begierde. Für die Darstellung dieser zwischen Einbildung und Wirklichkeit oszillierenden Gefühlssituation verwendete er eine Fülle von Mitteln, so sprachlichen (Doppeldeutigkeiten, Wortfelder, Klangmalerei) und satztechnischen (Zeileneinschub als Pausenzeichen, Wechsel zwischen Normalschrift, Kursivschrift und Versalschrift).

## Entstehung

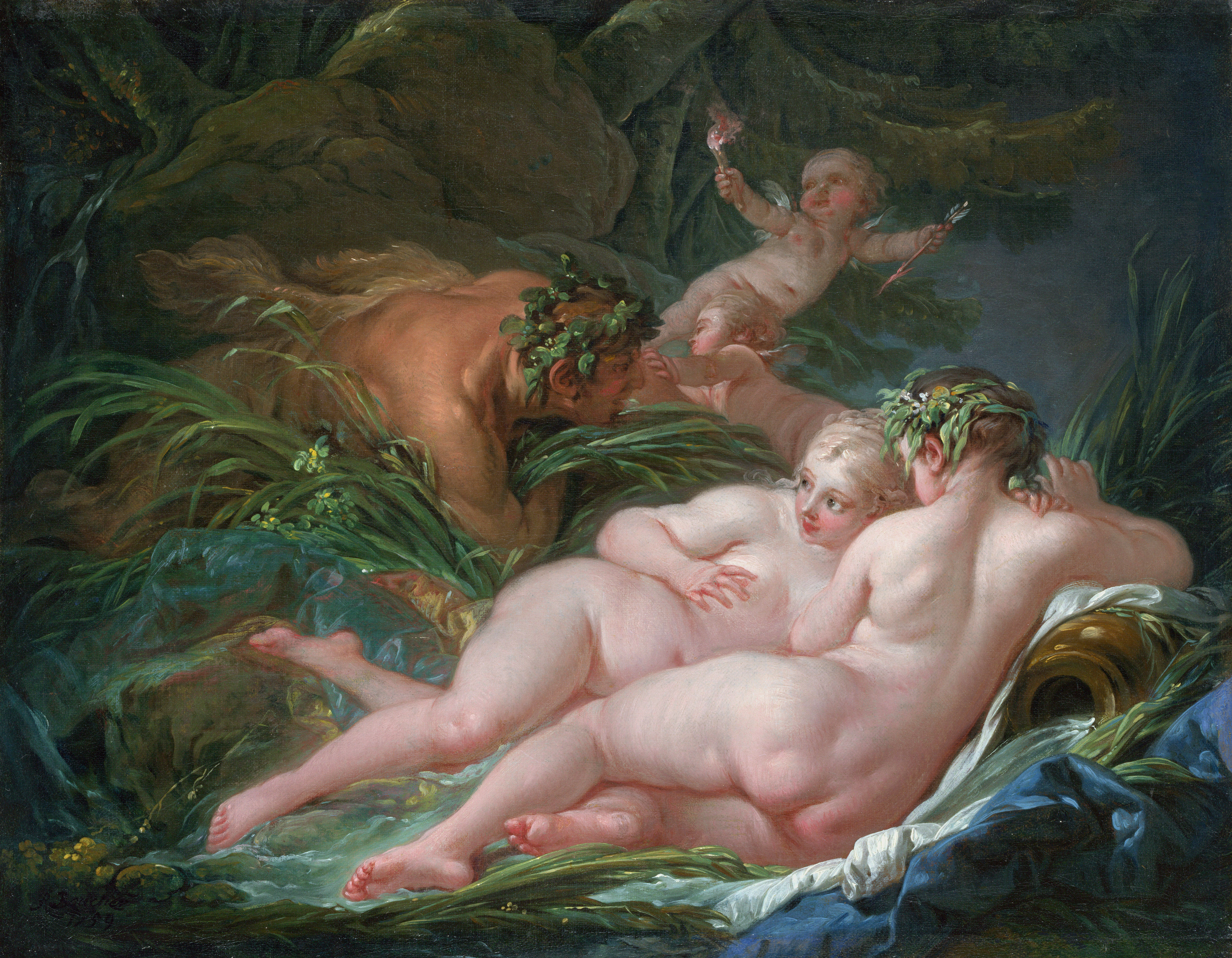
François Boucher: Pan und Syrinx, 1759, National Gallery, London

L’Après-midi d’un faune entstand als Unterbrechung der aufreibenden Arbeit an dem Gedicht Hérodiade. Dem Faunmotiv genähert hatte sich Mallarmé bereits im Jahr 1859 mit Loeda – Idylle antique und Pan. Für das anhaltende Interesse am Thema hatten vor Mallarmé André Chénier, Alfred de Musset, Victor Hugo oder Charles-Marie-René Leconte de Lisle mit eigenen Gedichten gesorgt. Théodore de Banville hat möglicherweise mit Diane au bois (Diana im Hain) von 1864 direkten Einfluss auf Mallarmé gehabt.
Mallarmé wählte als Untertitel seines Gedichts den Gattungsbegriff Ekloge, womit er es in die Tradition der Bukolik stellte, die von Theokrit über Vergil bis zur erotischen Schäferdichtung des Rokoko reicht. Das Bild Pan und Syrinx des Rokoko-Malers François Boucher, das er während seines Aufenthalts in London 1863 sehen konnte, soll auch tatsächlich als direkte Inspiration für das neue Werk gedient haben. Das Bild basiert auf der Erzählung von Pan und Syrinx aus den Metamorphosen Ovids. Gemäß Paul Valéry soll allerdings der Autor Théodore de Banville Mallarmé dazu angeregt haben, zu Verdienstzwecken ein auf den Geschmack eines breiteren Publikums ausgerichtetes Theaterstück zu verfassen. Dieser entwarf tatsächlich in einer ersten Version ein szenisches Gedicht in drei Teilen: Monologue d’un Faune – Dialogue des Nymphes – Réveil du Faune (Monolog des Fauns – Dialog der Nymphen – Erwachen des Fauns). Im Juni 1865 notierte Mallarmé:

« Depuis dix jours je me suis mis à travailler. J’ai laissé ‹ Hérodiade › pour les cruels hivers : cette œuvre solitaire m’avait stérilisé, et, dans l’intervalle je rime un intermède héroïque dont le héros est un faune. Ce poème renferme une très haute et belle idée, mais les vers sont difficiles à faire, car je fais absolument scénique, non possible au théâtre mais exigeant le théâtre. »

„Vor zehn Tagen habe ich mich an die Arbeit gemacht. Die Herodiade spare ich mir für den grausamen Winter auf. Dieses Werk der Einsamkeit hat mich ausgelaugt und in der Zwischenzeit reime ich an einem heroischen Zwischenspiel, dessen Held ein Faun ist. Dieses Gedicht beinhaltet eine sehr hochstrebende und schöne Idee, allerdings sind die Verse eine schwere Arbeit, denn ich gestalte völlig szenisch, wenn auch nicht fürs Theaterspiel geeignet, aber doch die Theaterbühne erfordernd.“

Mallarmé schuf drei Versionen seines Gedichts, die letzte, wesentlich umgearbeitete und endgültige um 1866/67, doch kam keine zur Aufführung. Auch Publikationsversuche scheiterten noch. Le Parnasse contemporain, die wichtigste Zeitschrift für Veröffentlichungen des Dichterkreises, dem Mallarmé angehörte, lehnte L’Après-midi d’un faune 1875 ab. Mallarmé gelang es daraufhin aber, das noch leicht retouchierte Gedicht in einer Liebhaberausgabe mit Illustrationen des befreundeten Édouard Manet zum Druck zu bringen.

## Rezeption

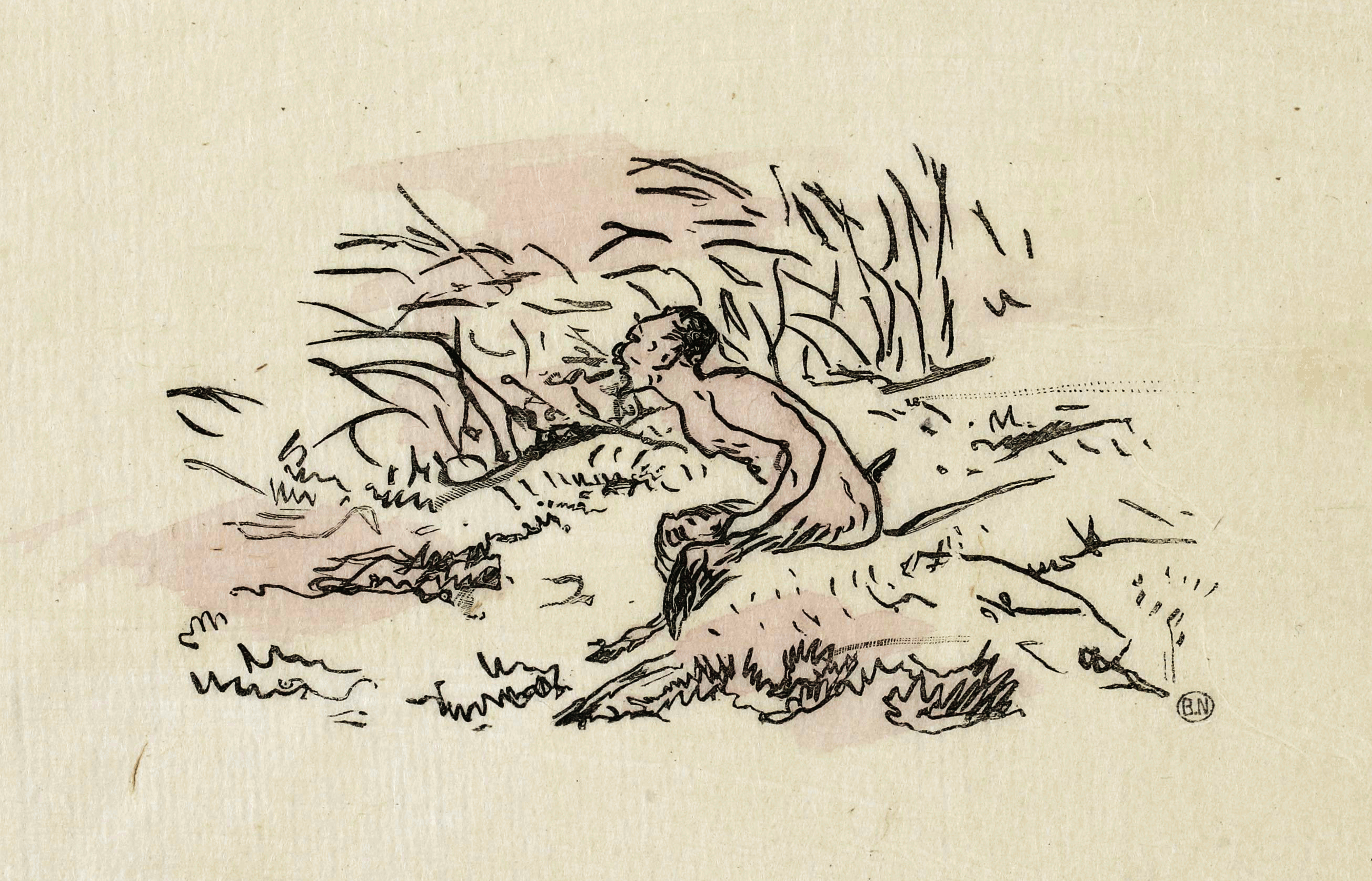
Édouard Manet: Frontispiz zu L’Après-midi d’un faune

Das Gedicht fand einige Anerkennung in den impressionistischen Künstlerkreisen, die sehr suggestive Sprache Mallarmés bewies gattungsübergreifende Qualitäten. Manet griff zehn Jahre nach den ersten Buchillustrationen das Thema nochmals auf. Die zentrale Stellung in der Rezeption nimmt Claude Debussys sinfonische Dichtung Prélude à l’après-midi d’un faune ein, die 1894 uraufgeführt wurde. Über das Werk äußerte sich Mallarmé begeistert:

« La merveille! Votre illustration de l’Après-Midi d’un Faune, qui ne présenterait de dissonance avec mon texte, sinon qu’aller plus loin, vraiment, dans la nostalgie et dans la lumière, avec finesse, avec malaise, avec richesse. »

„Wunderbar! ist Ihre Illustration des Après-Midi d’un Faune, die keine Unstimmigkeit zu meinem Text zeigt, außer dass sie wahrhaftig in der Sehnsucht und im Leuchten noch weiter geht, mit Finesse, mit List und mit Reichhaltigkeit.“

Die Musik und das Gedicht Mallarmés dienten später als Basis für L’Après-midi d’un faune, Vaslav Nijinskys Ballett von 1912, das ebenfalls als ein Meilenstein der künstlerischen Moderne (in diesem Fall derjenigen des Tanzes) gilt. Paul Valéry (Œuvres. Bibliothèque de la Pléïade, Paris 1957, I, 670) schrieb über L’Après-midi d’un faune, es sei « une sorte de fugue littéraire, où des thèmes s’entrecroisent avec un art prodigieux » („eine Art literarischer Fuge, in der sich die Themen erstaunlich kunstvoll überkreuzen“).
Der italienische Zeichner Bruno Bozzetto schließlich baute auf den drei Werken seinen an Walt Disneys Fantasia angelehnten Trickfilm Allegro non troppo von 1976 auf, wobei er der Geschichte einen humoristisch-melancholischen Anstrich gab und den Faun – im Gegensatz zu dem jugendlichen Bild, das Mallarmé, Debussy und insbesondere Nijinsky evozierten – schon angejahrt sein ließ.